# Tunes Station
Tunes Station (Tunes holdeplass) var en jernbanestation på Vossebanen, der lå i boligområdet Garnes i Bergen kommune i Norge.
Stationen åbnede som trinbræt 2. december 1935. 1. august 1964 omlagdes strækningen mellem Tunestveit og Bergen, hvor stationen lå, hvorved persontrafikken forsvandt. Der var dog stadig godstrafik på den gamle strækning mellem Tunestveit og Seimsmark, senere Midttun, indtil marts 2001.
Stationen ligger mellem den nedlagte Takvam Station, der ligger fra hvor den omlagte Bergensbanen er ført i tunnel mod Arna Station, og Garnes Station, der nu er endestation for veterantogene på Gamle Vossebanen.